# 1068 Nofretete
1068 Nofretete este un asteroid din centura principală, descoperit pe 13 septembrie 1926, de Eugène Delporte.